# Chiesa della Madonna delle Fonti a Giano
La chiesa della Madonna delle Fonti a Giano è un luogo di culto cattolico di Torrita di Siena, in provincia di Siena, situato nell'omonima zona.

## Storia e descrizione
L'edificio, eretto nel 1665, venne costruito per commemorare un'immagine della Madonna apposta sull'antica fonte che, secondo la tradizione, aveva doti miracolose. La facciata ad intonaco è arricchita dalle ricercate decorazioni a mattoni. Nel portale doppie paraste sovrapposte in diagonale sostengono l'architrave decorato con triglifi su cui si imposta il timpano spezzato; l'ampio timpano apicale ha le cornici modanate decorate da file di dentelli.
L'interno è a croce latina. Sull'altare laterale sinistro si trova una tela con un "Santo adorante il Crocifisso" di Francesco Franci (1698).
La chiesa ospita l'organo a canne Pinchi opus 337, costruito nel 1979; a trasmissione integralmente meccanica, dispone di 6 registri su unico manuale.